# インプリンタ
インプリンタ（英語: Imprinter）とは、クレジットカードやキャッシュカード等の表面に浮き出たエンボス文字を、処理伝票に転記する際に使用する器具である。口座番号や会員番号、氏名、有効期限などを転写するために使用される。

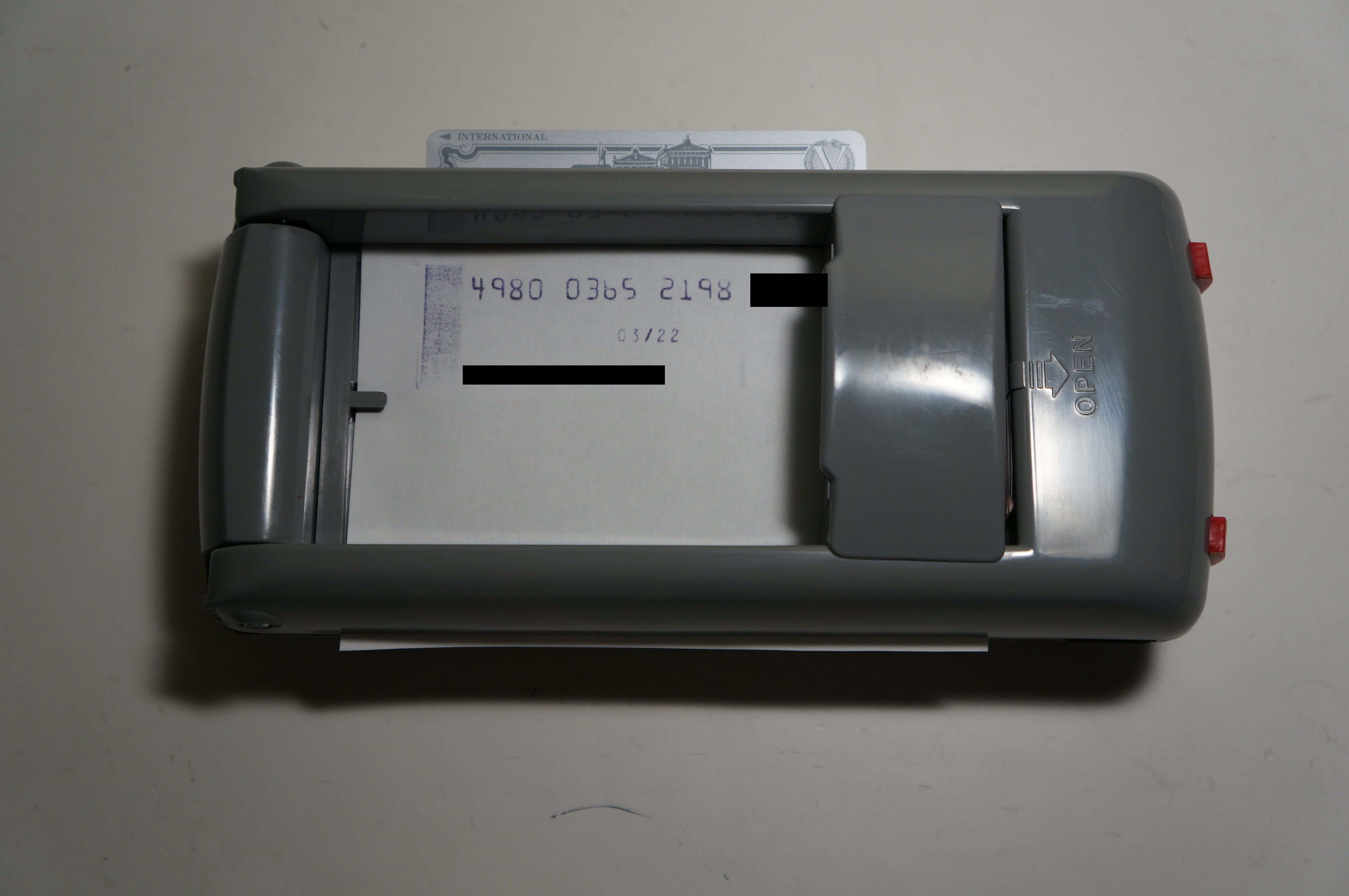
ジャノメクレディア製インプリンター M220でクレジットカードの表面をインプリントした様子

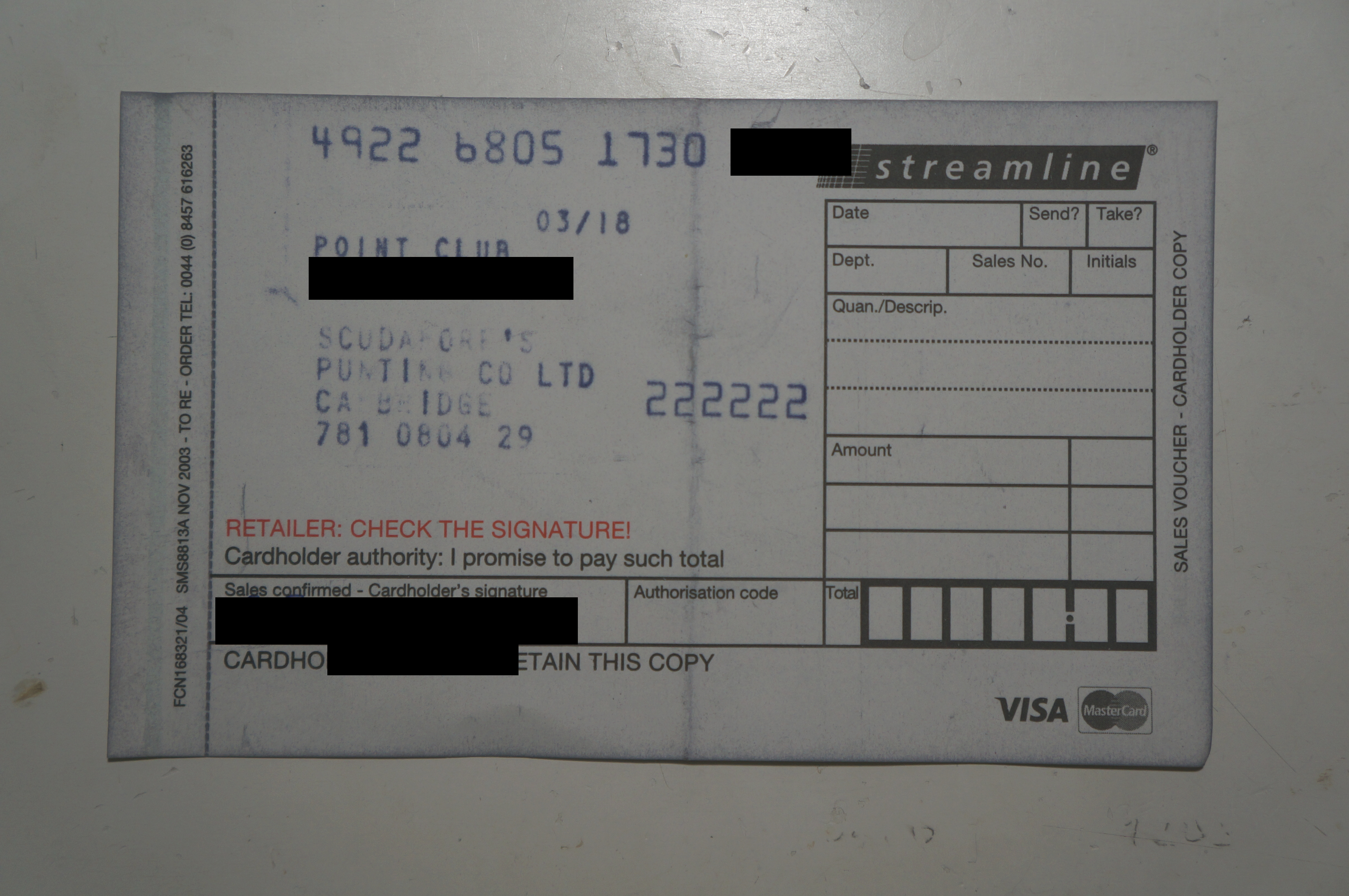
インプリントされた売上伝票

## 概要
カード及び伝票を差し込むポケットとインクローラーで構成され、伝票などを差し込んでからインクローラーをスライドして転写する。クレジットカード決済で使用される伝票は3枚程度のノンカーボン紙で、2枚目及び3枚目の伝票はローラーとエンボス間の圧力で印字される。3枚はクレジットカード処理端末（CAT）を使用する場合と同じく、それぞれクレジットカード会社へ郵送し、カード会員へ手渡し、加盟店で保管する。
現在はおもにCATを用いるため日本国内の使用場面は稀である。CATを導入していない加盟店や、発展途上国は日常的に使用する。営業職がインプリンタを携帯し、CATのない場所でクレジットカード決済を行う例も散見される。CATを採用している店舗でも、停電や端末の故障に備えてインプリンタを備えている場合がある。
手動決済のため、決済に信用照会が不要なフロアリミットを超えた額の決済は、アクワイアラの信用照会センターへ電話を掛けてオーソリゼーションを取得し、伝えられた承認番号を手書きのボールペンで記入する。

## 一般的なインプリンタの使用方法
1. カードと伝票をインプリンタにセットする。
2. インプリンタの蓋を閉める。
3. インプリンタのインクローラーを軽く押し付けながら左から右へ往復する。
4. 蓋を開き、伝票とカードを取り出す。

## エンボスレスカードの扱い
一部のクレジットカードや多くのデビットカードとプリペイドカードはCAT利用を前提としてエンボス加工がないエンボスレス仕様となっている。これらのカードは『ELECTRONIC USE ONLY』と記載されている事がある。
日本国内は国際ブランドのデビットカードとプリペイドカードや、VIEW Suicaカードなど交通系IC乗車券の機能があるクレジットカードが代表的である。前者は発行元がゼロフロアリミットを求めており利用の都度信用照会が必要になるため、後者は交通系ICカードの構造上エンボスが支障になることが理由で、エンボス加工が施されていない。
国内外問わずインプリンタによるカード決済がほとんど行われていない事情から、三井住友カードは2020年の券面リニューアルに際してカード番号のエンボス加工を廃止し、他社もこれに追随する動きもみられる。さらに、カード番号を直接利用する取引が店頭ではほぼなく、覗き見等によってカード券面に記載のカード番号が流出してインターネット決済による不正利用を防ぐため、カード券面にクレジットカード番号・有効期限等を一切記載しないナンバーレスカードも登場している（カード番号を確認するためにはスマートフォンアプリや会員専用ページを利用する）。
エンボス加工がないカードはインプリンタによるカード情報の転写ができず、また手書きによるカード情報の記載が認められてないため、インプリンタのみでクレジット決済する加盟店はエンボスレスカード、ナンバーレスカードの利用ができない。

## その他の利用
- かつてのキャッシュディスペンサーや現金自動預け払い機は内部に搭載し、都度発行する利用明細にインプリントした。
- 医療機関でプラスチック診察券から患者の番号と氏名を、診療録へ転写した。